# Fürstenberg-Wolfach
Fürstenberg-Wolfach fu una contea medioevale, situata ad ovest del Baden-Württemberg, in Germania, nella regione presso Wolfach. Si originò dalla partizione del Fürstenberg nel 1408. Con l'estinzione della linea regnante dei Fürstenberg nel 1490, venne ereditato dai conti di Fürstenberg-Baar.

## Conti di Fürstenberg-Wolfach (1408 - 1490)
- Corrado IV (1408 - 1419)
- Enrico VIII il Nobile (1419 - 1490)